# Ващіленко Віталій Васильович

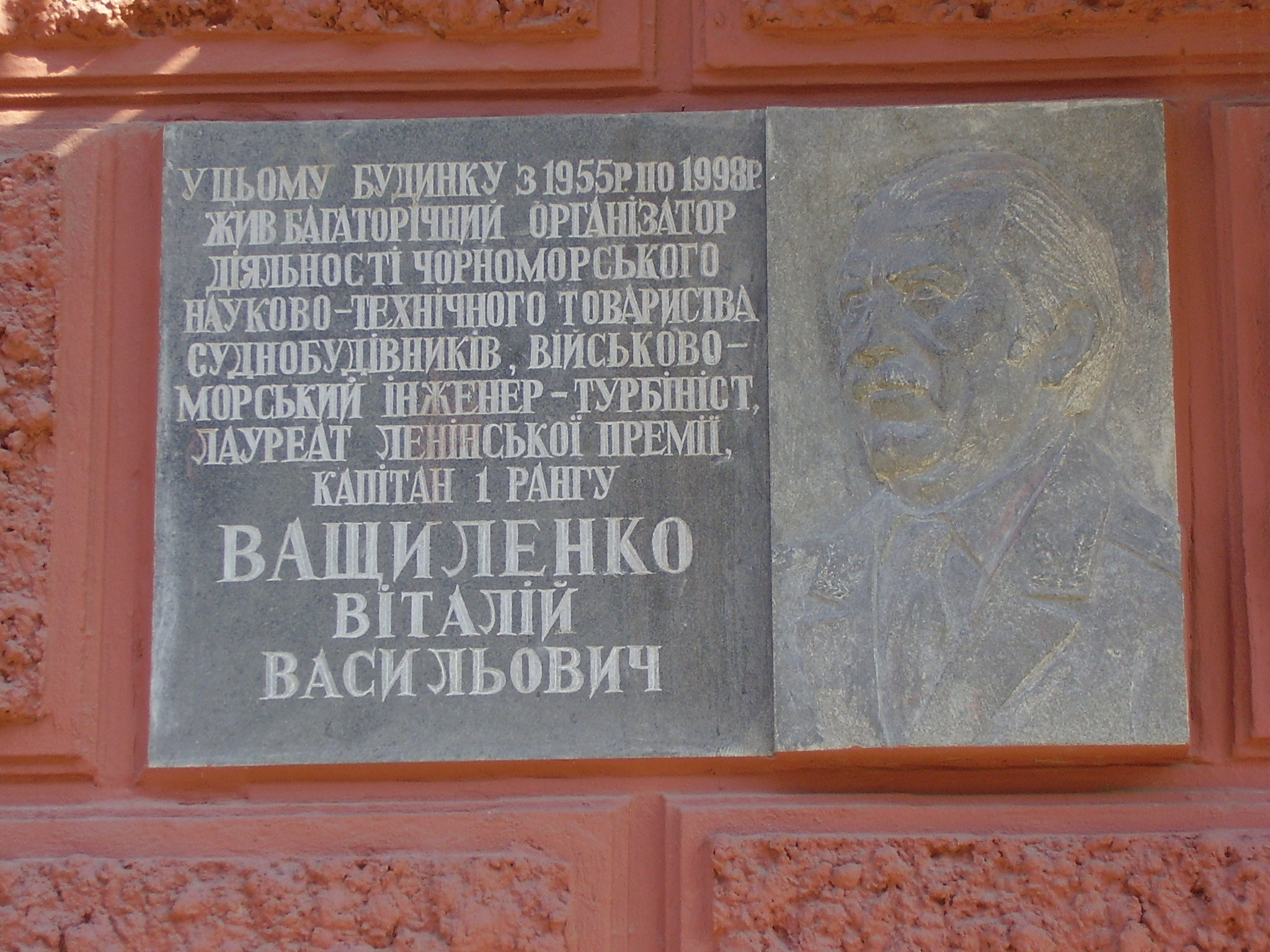
Меморіальна дошка

Віталій Васильович Ващиленко (1917, Чистякове, нині місто Торез, Донецька область — 1998, м. Миколаїв, Україна) — військово-морський інженер-турбініст, капітан І рангу, активний діяч Чорноморського міжобласного науково-технічного товариства суднобудівників (1976 — 1997 рр.).
В 1952 р. із золотою медаллю закінчив Ленінградську військово-морську академію.
З 1955 р. проживав у місті Миколаєві.
В 1965 р. за створення нового зразка газотурбінних двигунів (турбіни першого покоління М-2, Д-2, М-З) для військових кораблів був удостоєний Ленінської премії (разом з Б. А. Гребнєвим, С. Д. Колосовим, Я. Х. Сорокою).
Постановою № 2122 від 2007-10-23 в м. Миколаєві на будинку за адресою вул. Декабристів, 38/2, де проживав капітан Віталій Ващіленко, встановлено меморіальну дошку з написом: «У цьому будинку з 1955 р. по 1998 р. жив багаторічний організатор діяльності Чорноморського науково-технічного товариства суднобудівників, військово-морський інженер-турбініст, лауреат Ленінської премії, капітан 1 рангу Ващиленко Віталій Васильович».